# Região Hidrográfica do Minho e Lima
A região hidrográfica do Minho e Lima é uma região hidrográfica ibérica que inclui as bacias hidrográficas dos rios Minho, Lima, Âncora e Neiva, as ribeiras costeiras ao longo da região hidrográfica e as massas de água subterrâneas, de transição e costeiras adjacentes. É delimitada pelo território espanhol a este e norte, pelo Oceano Atlântico a oeste, pela região hidrográfica do Douro a sudeste e pela sub-bacia do Cávado a sul.